# 库尔芒古
库尔芒古（法語：Courmangoux，法語發音：[kuʁmɑ̃ɡu]）是法国安省的一个市镇，位于该省北部，属于布雷斯地区布尔格区。

## 地理
库尔芒古（46°19'52"N, 5°22'8"E）面积14.82 平方千米，位于法国奥弗涅-罗讷-阿尔卑斯大区安省，该省份为法国东部省份，北起汝拉省，西北接索恩-卢瓦尔省，西接罗讷省和里昂大都会，南至伊泽尔省，东与萨瓦省、上萨瓦省和瑞士接壤。
与库尔芒古接壤的市镇（或旧市镇、城区）包括：圣艾蒂安迪布瓦、萨拉夫尔、韦尔容、维勒莫捷、瓦勒勒韦尔蒙、瓦勒叙朗。

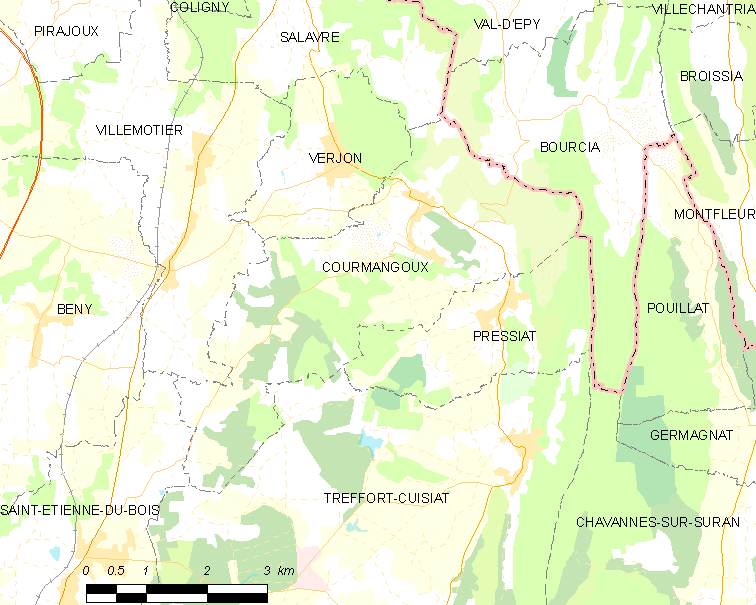
库尔芒古的OSM定位图

库尔芒古的时区为UTC+01:00、UTC+02:00（夏令时）。

## 行政
库尔芒古的邮政编码为01370，INSEE市镇编码为01127。

## 政治
库尔芒古所属的省级选区为圣艾蒂安迪布瓦县。

## 人口

1962-2008年间库尔芒古人口变化图示

库尔芒古于2022年1月1日时的人口数量为513人。